# Jabelga
La jabelga es una mezcla de cal, polvo de mármol (marmolina) y agua, muy similar al estuco pero a diferencia de éste, la consistencia de aplicación no es la de un mortero o pasta sino la de una pintura, ya que la proporción de agua es mucho mayor y la de marmolina algo menor. Además, puede aditarse con polvos minerales (óxidos y demás) para darle color.
Se emplea como acabado final de paramentos de todo tipo, muy recomendable para los que empleen las calles. Especialmente en exteriores.
Posiblemente las últimas aplicaciones de este material se darían en el siglo XIX, habiendo constancia de que la mayoría de edificios monumentales eran enjalbegados anualmente. Esta práctica se vio en declive desde entonces y es hoy cuando parece que empieza a resurgir.
Es muy aconsejable el uso de este tipo de materiales en sustitución de los tan aplicados actualmente, materiales plásticos y sintéticos, especialmente en edificios históricos ya sean singulares o populares. Permiten la transpiración de las fábricas y son inalterables ante la radiación ultravioleta.
La técnica de aplicación es la misma que un encalado, no hay más que denotar que una jabelga también es cal, pero con algo de árido (la marmolina). La gran diferencia es que un enjalbegado puede permanecer mucho más tiempo inalterado que un encalado y, por supuesto, que una pintura acrílica o plástica, pero menos impermeable a la lluvia, y con más tendencia a descascarillar. 